# Okręgowe rozgrywki w piłce nożnej woj. wileńskiego (1933)

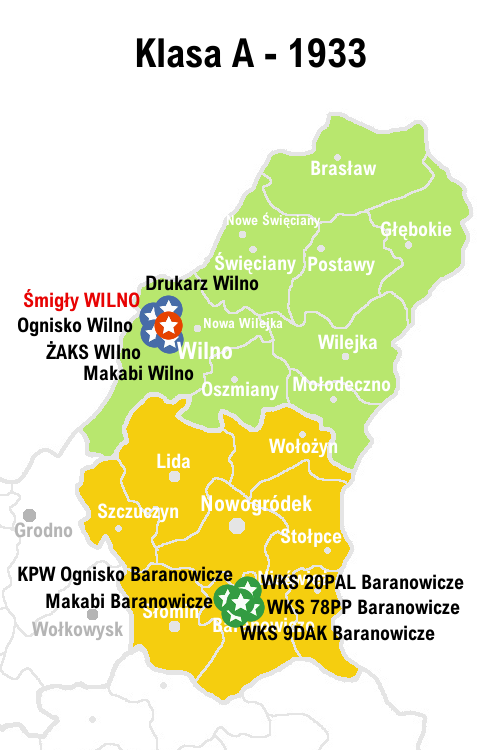
Kluby uczestniczące w Wileńskiej Klasie A w 1933 roku

11. Okręgowe rozgrywki w piłce nożnej województwa wileńskiego prowadzone są przez Wileński Okręgowy Związek Piłki Nożnej. 
Podokręg Baranowicki

Drużyny z województwa nowogródzkiego występują w rozgrywkach klasy A i B podokręgu baranowickiego.
Mistrzostwo Okręgu Wileńskiego zdobył Śmigły Wilno.
| Rozgrywki | Poziomy rozgrywkowe w sezonie 1933 | Poziomy rozgrywkowe w sezonie 1933  | Poziomy rozgrywkowe w sezonie 1933  | Poziomy rozgrywkowe w sezonie 1933  | Poziomy rozgrywkowe w sezonie 1933  |
| --------- | ---------------------------------- | ----------------------------------- | ----------------------------------- | ----------------------------------- | ----------------------------------- |
| Centralne | I poziom ligowy                    | Liga                                | Liga                                | Liga                                | Liga                                |
| Okręgowe  | II poziom ligowy                   | Klasa A (Wileńska)                  | Klasa A (Wileńska)                  | Klasa A (Baranowicka)               | Klasa A (Baranowicka)               |
| Okręgowe  | III poziom ligowy                  | Klasa B gr. (Wileńska)              | Klasa B gr. (Wileńska)              | Klasa B gr. (Baranowicko-Lidzka)    | Klasa B gr. (Baranowicko-Lidzka)    |
| Okręgowe  | IV poziom ligowy                   | Klasa C Nie było rozgrywek klasy C. | Klasa C Nie było rozgrywek klasy C. | Klasa C Nie było rozgrywek klasy C. | Klasa C Nie było rozgrywek klasy C. |

## Rozgrywki ogólnopolskie
WKS Śmigły wystąpił w eliminacjach do Ligi, zwyciężając IV grupę, następnie poległ w półfinale z zespołem Naprzód Lipiny.

## Klasa A - II poziom rozgrywkowy
Mecz finałowy o mistrzostwo WOZPN

```
9.07.1933 - Śmigły WIlno : WKS 78PP Baranowicze 12:1
```

Grupa Wileńska
| Poz. | Drużyna           | M | Z | R | P | Bramki | Punkty | opis                    |
| ---- | ----------------- | - | - | - | - | ------ | ------ | ----------------------- |
| 1    | Śmigły Wilno      | 8 | 7 | 1 | 0 | 34-11  | 15     | Przegrane elim. do ligi |
| 2    | Makabi Wilno      | 8 | 4 | 0 | 4 | 17-17  | 8      |                         |
| 3    | Ognisko Wilno     | 8 | 2 | 2 | 4 | 11-18  | 6      |                         |
| 4    | ŻAKS Wilno        | 7 | 2 | 1 | 4 | 13-20  | 5      | (*)                     |
| 5    | Drukarz Wilno (b) | 7 | 1 | 2 | 4 | 11-20  | 4      | (*)                     |

- Tabela na podstawie wyników prasowych, weryfikacja WOZPN.
- Drukarz wniósł protest z powodu zajść na meczu z ŻAKS-em. W trakcie meczu został pobity sędzia, a kibice dwukrotnie przerywali mecz wchodząc na boisko, z tego powodu musiała interweniować policja. Mecz zakończył się zwycięstwem 3:2 ŻAKS-u. Drukarz złożył protest, który w początkowo został odrzucony przez wydział Gier i Dyscypliny, ale apelacja została uwzględniona i władze WOZPN nakazały mecz powtórzyć. Brak wyniku powtórzonego meczu.
- Przed sezonem fuzja 1PP z 5PP powstał klub WKS Śmigły Wilno.
- W związku z powiększeniem klasy A nikt nie spadł do klasy B.
- Od następnego sezonu drużyny z podokręgu baranowickiego będą grać w wileńskiej klasie A, tym samym odpowiednik tej klasy w Baranowiczach zostanie zredukowany do klasy B.

Mecze:

- 1 runda
- 22.04. - Drukarz : Makabi 1:4
- 23.04. - Ognisko : Śmigły 3:3
- 29.04. - Ognisko : ŻAKS 3:2
- 30.04. - Makabi : Śmigły 1:3
- 3.05. - Drukarz : ŻAKS 2:2
- 14.05. - Ognisko : Makabi 3:2
- 18.05. - Śmigły : Drukarz 4:2
- 20.05. - Makabi : ŻAKS 2:0
- 21.05. - Drukarz : Ognisko 2:2
- 25.05. - Śmigły : ŻAKS 7:1
- 2 runda
- 27.05. - Makabi : Drukarz 2:1
- 28.05. - Śmigły : Ognisko 1:0
- 4.06. - ŻAKS : Ognisko 3:0
- 4.06. - Śmigły : Makabi 6:2
- 15.06. - ŻAKS : Drukarz 3:2 (mecz anulowany)
- 17.06. - Makabi : Ognisko 2:0
- 18.06. - Drukarz : Śmigły 0:6
- 24.06. - ŻAKS : Makabi 3:2
- 25.06. - Ognisko : Drukarz 0:3
- 29.06. - ŻAKS : Śmigły 2:4

Grupa Baranowicka
| Poz. | Drużyna               | M | Z | R | P | Bramki | Punkty | opis                        |
| ---- | --------------------- | - | - | - | - | ------ | ------ | --------------------------- |
| 1    | WKS 78PP Baranowicze  | 1 | 0 | 1 | 0 | 2-2    | 1      | Przegr. mecz o mistrz. Okr. |
| 2    | Makabi Baranowicze    | 3 | 2 | 1 | 0 | 8-3    | 5      |                             |
| ?    | WKS 9DAK Baranowicze  | 1 | 1 | 0 | 0 | 3-0    | 2      |                             |
| ?    | Ognisko Baranowicze   | 1 | 0 | 0 | 1 | 1-2    | 0      |                             |
| ?    | WKS 20PAL Baranowicze | 2 | 0 | 0 | 2 | 0-7    | 0      |                             |

- Wyniki szczątkowe, właściwa kolejność na 1-2 miejscu.
- Po sezonie zdecydowano włączyć drużyny z podokręgu baranowickiego do wileńskiej klasy A, tym samym baranowicka klasa A zostanie zredukowana do klasy B.
- Po sezonie klub WKS 78PP został rozwiązany (dotyczy sekcji piłki nożnej).
- W Wyniku wycofania się kluby WKS 78PP z rozgrywek, do wileńskiej klasy A została przeniesiona Makabi.
- WKS 20PAL to 20 Pułk Artylerii Lekkiej w Baranowiczach
- WKS 9DAK to 9 Dywizja Artylerii Konnej w Baranowiczach

Mecze

- Makabi : WKS 20PAL 4:0
- Makabi : Ognisko 2:1
- WKS 78PP : Makabi 2:2
- WKS 9DAK : WKS 20PAL 3:0

## Klasa B - III poziom rozgrywkowy
Grupa wileńska
| Poz. | Drużyna            | M | Z | R | P | Bramki | Punkty | opis |
| ---- | ------------------ | - | - | - | - | ------ | ------ | ---- |
| ?    | Śmigły II Wilno    |   |   |   |   |        |        |      |
| ?    | Makabi II Wilno    |   |   |   |   |        |        |      |
| ?    | ŻAKS II Wilno      |   |   |   |   |        |        |      |
| ?    | Ognisko II Wilno   |   |   |   |   |        |        |      |
| ?    | (PKS Wilno)        |   |   |   |   |        |        |      |
| ?    | (Drukarz II Wilno) |   |   |   |   |        |        |      |

- (w nawiasach) - Brak pewności co do uczestnictwa danych zespołów w rozgrywkach.
- Znane są tylko dwa wyniki z klasy B: Ognisko II – ŻAKS II 2:1, Śmigły II - Makabi II 8:2.

Grupa Baranowicka

| Poz. | Drużyna           | M | Z | R | P | Bramki | Punkty | opis             |
| ---- | ----------------- | - | - | - | - | ------ | ------ | ---------------- |
| 1    | PKS Lida          |   |   |   |   |        |        | awans do klasy A |
| ?    | Makabi Słonim     |   |   |   |   |        |        |                  |
| ?    | Makabi Nowogródek |   |   |   |   |        |        |                  |

- Mecze - znany jest terminarz rozgrywek, brak wyników:
- 3.06. - Makabi Nowogródek : PKS Lida
- 17.06. - PKS Lida : Makabi Słonim
- 24.06. - Makabi Słonim : Makabi Nowogródek
- 1.07. - PKS Lida : Makabi Nowogródek
- 8.07. - Makabi Słonim : PKS Lida
- 15.07. - Makabi Nowogródek : Makabi Słonim

## Klasa C - IV poziom rozgrywkowy
- Nie było klasy C